# Kopalnia Dąbrówka
Kopalnia Dąbrówka   – podziemna kopalnia rud cynku, założona w 1967 roku, która prowadziła eksploatację od 1968 do grudnia 1989 roku . Znajdowała się na terenie obecnych Piekar Śląskich-Dąbrówki Wielkiej , stanowiła część Zakładów Górniczo-Hutniczych Orzeł Biały ; była ostatnią czynną kopalnią rud cynkowo-ołowiowych w rejonie bytomsko-tarnogórskim .

## Historia
Zakład górniczy Dąbrówka (tzw. Nowy Rejon Dąbrówka) miał stanowić bazę surowcową dla Huty Cynku Miasteczko Śląskie w Miasteczku Śląskim, którą budowano od 1960 roku. Budowę kopalni rozpoczęto w 1967 roku, eksploatacja została rozpoczęta w 1968 roku . Kopalnia znajdowała się w byłym obszarze górniczym Brzeziny. Triasowe złoże zostało udostępnione dwoma upadowymi, schodzącymi na głębokość 64 metrów. Ponadto wyrobiska łączyły kopalnię Dąbrówka z kopalnią Orzeł Biały . Od 1971 roku urobek ładowano pojazdami spalinowymi  ŁK-1, które zastąpiły wcześniej stosowane ładowarki zgarniakowe (tzw. skrepery), co zadecydowało o wybieraniu złoża systemem filarowo-komorowym. Następnie urobek był przewożony wozami samowyładowczymi typu Granby do zbiorników dołowych, a z nich taśmociągami na zwały albo załadowywano go do wagonów kolejowych, które kierowano do Huty Cynku Miasteczko Śląskie.
W 1973 roku rozpoczęto eksploatację; podjęto wydobycie rudy blendowej o stosunkowo wysokiej zawartości cynku (szacowana zawartość cynku w rudzie na poziomie 4,2%, ołowiu – 1,2%), która była poddawana dalszej obróbce w bytomskim Zakładzie Przeróbki Marchlewski. Wcześniej poprzez budowę kopalni dążono do wzrostu wydobycia rudy galmanowej w kombinacie Orzeł Biały .
Eksploatacja była prowadzona do grudnia 1989 roku  (według innych źródeł prace wstrzymano w 1987 roku). Kopalnia została zlikwidowana w 1990 roku , wyczerpaniu uległy zasoby bilansowe; na zamknięcie kopalni miała również wpływ likwidacja procesu przewałowego produkcji tlenku cynku z rud galmanowych w Hucie Cynku Miasteczko Śląskie. Po zamknięciu kopalni, wyłącznie pozabilansowe zasoby pozostałego złoża rud cynku i ołowiu Dąbrówka Wielka oszacowano na 23 187 000 m³ (według stanu na 2001 rok).
Na terenie dawnej kopalni powstały siedziby różnych przedsiębiorstw, np. punkt zbierania surowców wtórnych.